# Speleomantes
Speleomantes är ett släkte av groddjur som ingår i familjen lunglösa salamandrar.
Dessa salamandrar förekommer i södra Frankrike, nordvästra Italien och på Sardinien.
Arter enligt Catalogue of Life:
- Speleomantes ambrosii
- Speleomantes flavus
- Speleomantes imperialis
- Speleomantes italicus
- Speleomantes sarrabusensis
- Speleomantes strinatii
- Speleomantes supramontis